# Baia di Mosman
La baia di Mosman (in inglese: Mosman Bay) è un'insenatura della costa settentrionale della baia di Sydney in Australia. La baia, di forma stretta e allungata, conta tre stazioni traghetti.

## Storia
La baia era in origine nota come Great Sirius Cove in riferimento alla nave ammiraglia del governatore Arthur Phillip, l'HMS Sirius, la quale nel 1789, nel secondo anno dalla fondazione della colonia, venne sottoposta a interventi di ristrutturazione proprio in questa baia.

## Galleria d'immagini

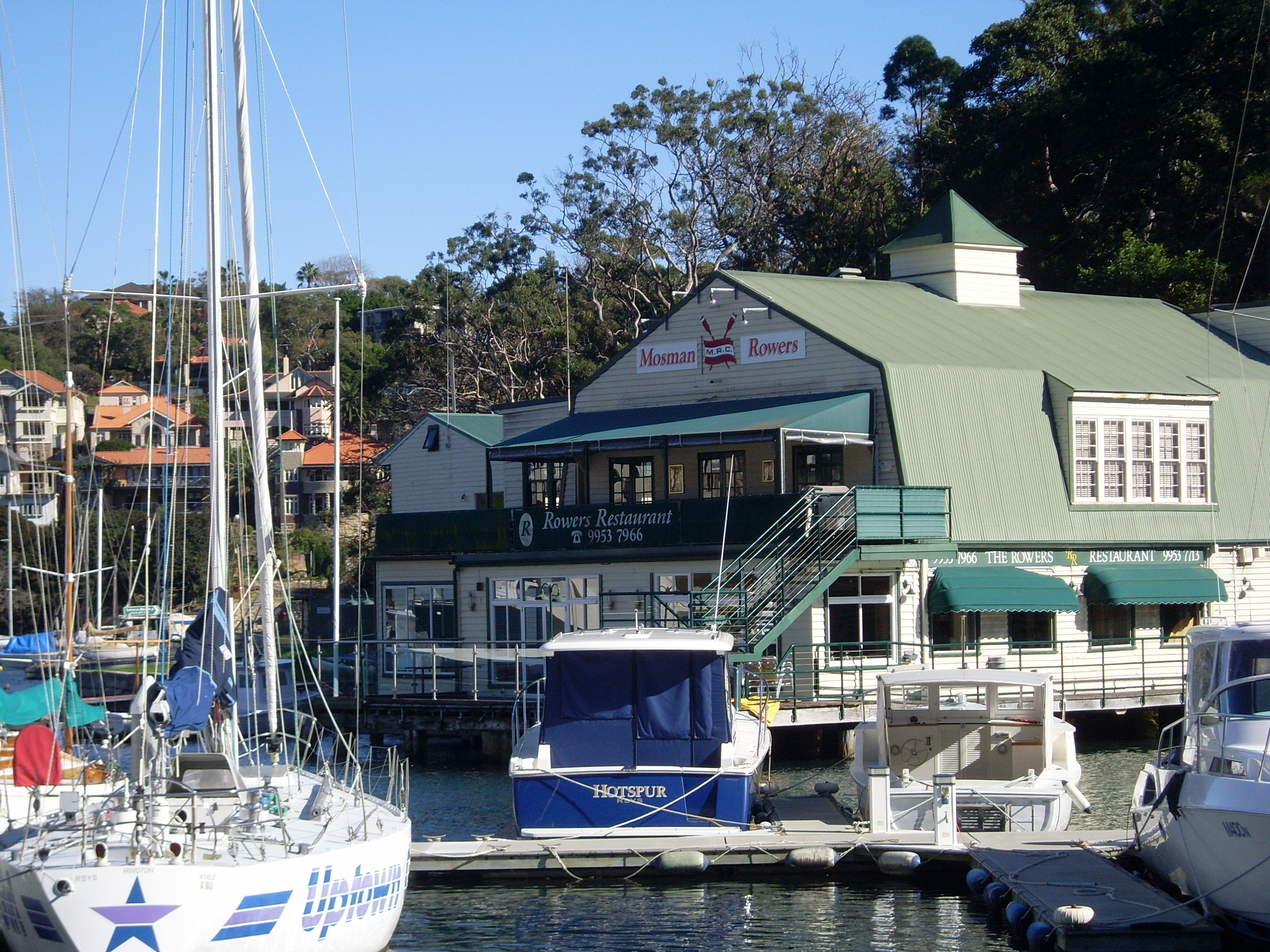
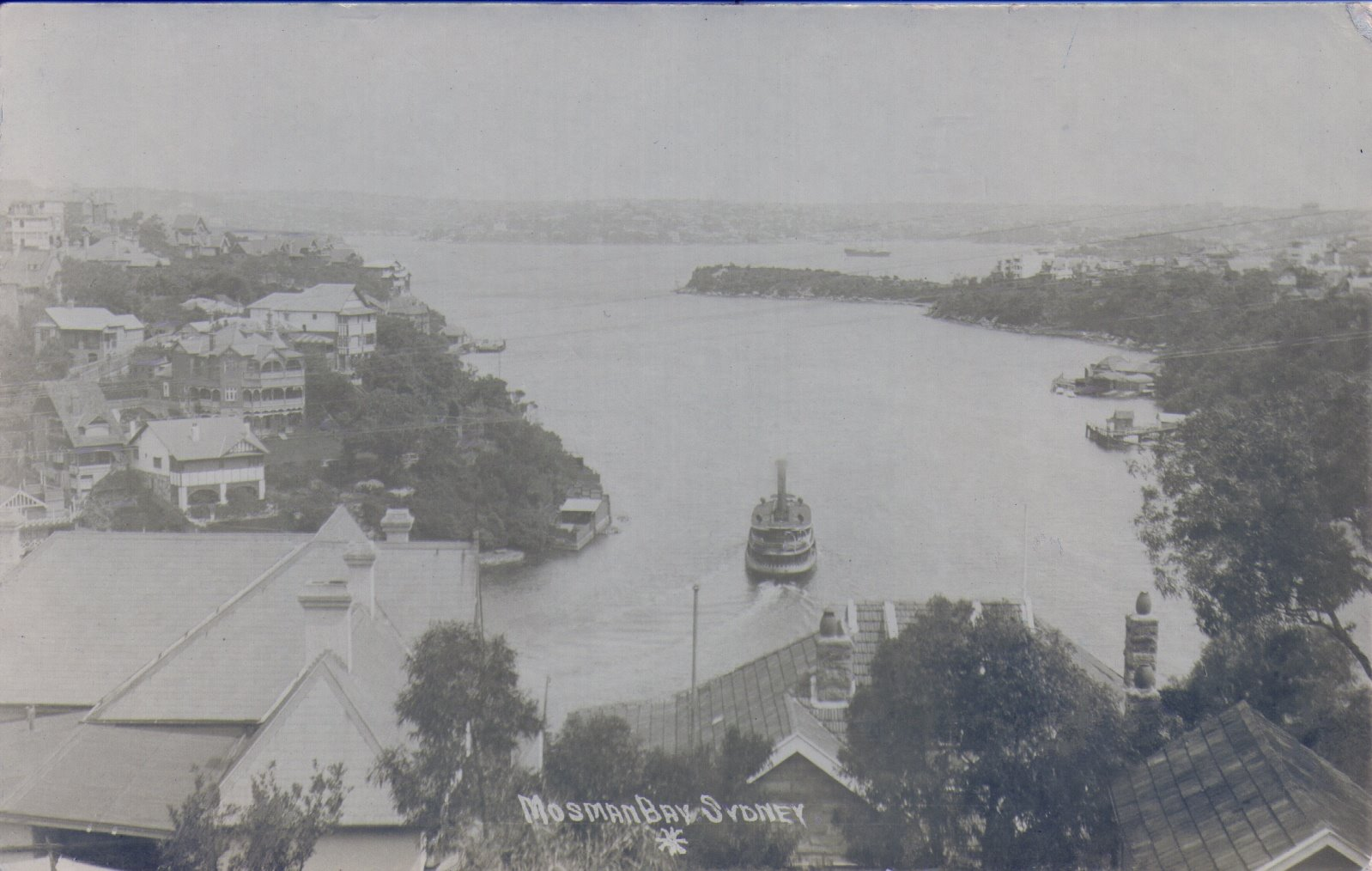
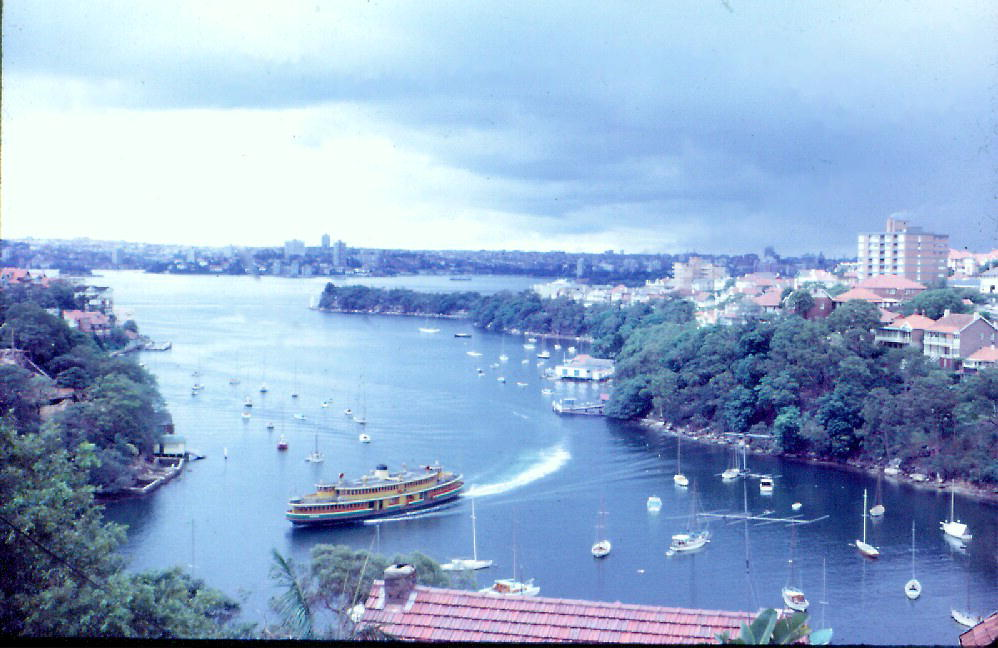